# 로터스 72

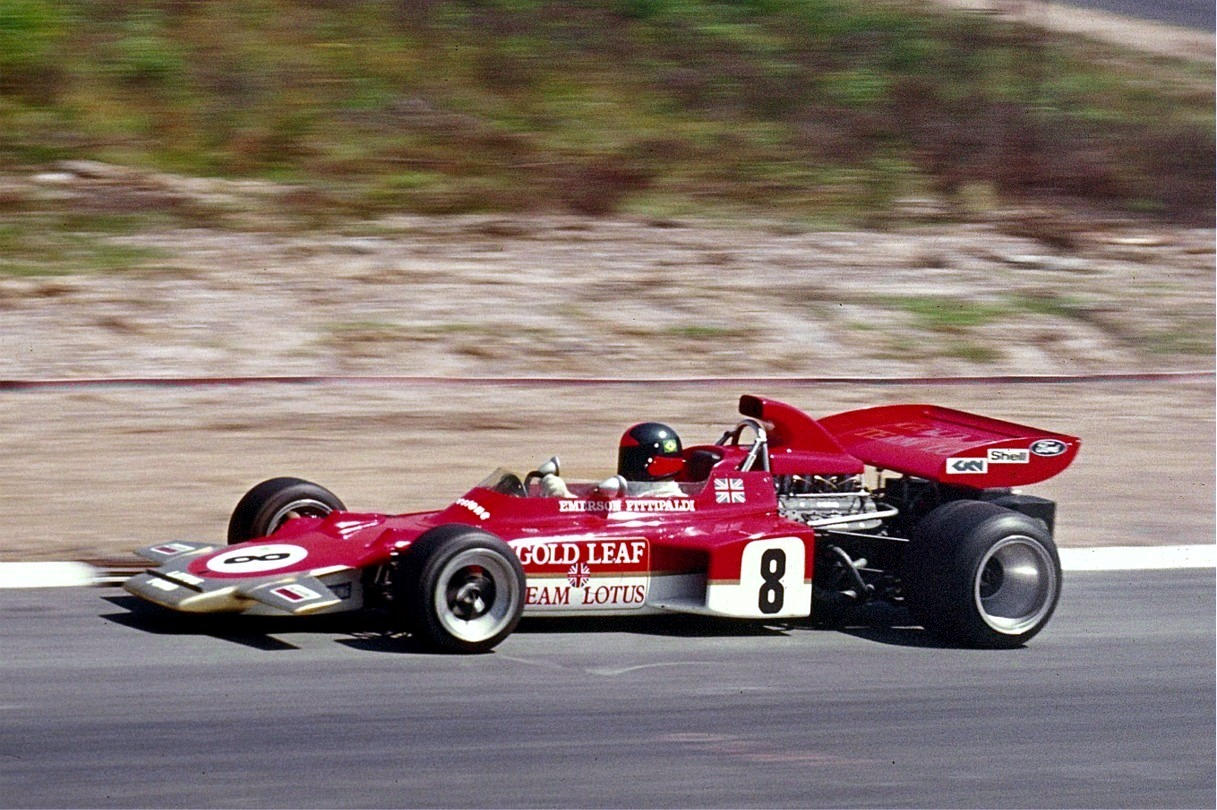
1971년 뉘르부르크링에서 로터스 72를 주행하고 있는 에머슨 피티팔디

로터스 72(Lotus 72)는 팀 로터스의 콜린 채프먼과 모리스 필리프가 1970년 포뮬러 원 시즌을 위해 설계한 포뮬러 원 차량이다.
제2차 세계대전 이후로 보편적으로 쓰인 노즈 장착형 라디에이터 대신 측면 장착형 라디에이터를 사용하였으며 디스크 브레이크를 차체에 직접 장착한 인보드 브레이크를 사용하였다. 또한 다운포스를 만들기 위한 공기역학 날개를 채용했다.
F형까지의 개량형이 사용되었으며 1970년, 1972년, 1973년 포뮬러 원 컨스트럭터 챔피언십과 1970년(조헨 린트), 1972년(에머슨 피티팔디) 드라이버 챔피언십을 달성했다.